# Pelurga moldavinata
Pelurga moldavinata là một loài bướm đêm trong họ Geometridae.